# Charles Peeters
Pour les articles homonymes, voir Peeters.
Charles Louis Joseph Peeters, né à Cambrai en avril 1804 et mort à Tournai en août 1868, est un industriel et archéologue belge.
Il part étudier au Collège de Soignies en Belgique puis retourne terminer ses humanités à Saint Acheul (Amiens). Il prend les grades de pharmacie à Paris
En 1828, il se marie à Pauline Wilbaux à Tournai où il restera jusqu'à la fin de sa vie. Il s'occupe alors du commerce de denrées coloniales de ses beaux-parents à la rue des Carliers. En 1852 il achète « sur un coup de tête » une ferme sur les rives de l'Escaut avec Barthélémy Dumortier pour y établir une sucrerie. La sucrerie sera reprise par son fils Jules Peeters et aujourd'hui encore ses descendants sont toujours à la tête de cette industrie devenu le groupe Cosucra Groupe Warcoing.
Il est un des membres fondateurs de la Société Historique et Littéraire de Tournai.

## Œuvres
- "Notice sur le tétramorphe et sur quelques chapiteaux de notre cathédrale" in Bulletins de la Société Historique et Littéraire de Tournai
- "Promenade iconographique dans les rues de Tournai"
- "Notes sur un carrelage historié"

## Sources
- Eugène Justin Soil de Moriamé, « Peeters-Wilbaux (Charles) », industriel, archéologue (1804-1868), in Biographie nationale de Belgique, XVI, 1901, 851-852.
- Abbé Huguet, « Notice nécrologique sur Monsieur Peeters-Wilbaux » in Bulletins de la Société Historique et Littéraire de Tournai, Volumes 13-14, 1869, pp. 165-172 [lire en ligne]
- Louis-Donat Casterman, « Histoire de l’Hôtel Peeters et de son site » in Bulletin Pasquier Grenier n° 77, 2004.